# Eusimonia nigrescens
Eusimonia nigrescens är en spindeldjursart som beskrevs av Kraepelin 1899. Eusimonia nigrescens ingår i släktet Eusimonia och familjen Karschiidae. Inga underarter finns listade i Catalogue of Life.